# Auvers-le-Hamon
Auvers-le-Hamon là một xã thuộc tỉnh Sarthe trong vùng Pays-de-la-Loire tây bắc nước Pháp. Xã này nằm ở khu vực có độ cao từ 29-93 mét trên mực nước biển.
Sông Vaige tạo thành ranh giới tây nam thị trấn.